# Austroicetes pusilla
Austroicetes pusilla är en insektsart som först beskrevs av Walker, F. 1870.  Austroicetes pusilla ingår i släktet Austroicetes och familjen gräshoppor. Inga underarter finns listade i Catalogue of Life.